# Municipio de Peaceful Valley
El municipio de Peaceful Valley (en inglés: Peaceful Valley Township) es un municipio ubicado en el condado de Slope en el estado estadounidense de Dakota del Norte. En el año 2010 tenía una población de 19 habitantes y una densidad poblacional de 0,2 personas por km².

## Geografía
El municipio de Peaceful Valley se encuentra ubicado en las coordenadas 46°35′16″N 103°14′7″O / 46.58778, -103.23528. Según la Oficina del Censo de los Estados Unidos, el municipio tiene una superficie total de 95.66 km², de la cual 95,55 km² corresponden a tierra firme y (0,11 %) 0,11 km² es agua.

## Demografía
Según el censo de 2010, había 19 personas residiendo en el municipio de Peaceful Valley. La densidad de población era de 0,2 hab./km². De los 19 habitantes, el municipio de Peaceful Valley estaba compuesto por el 100 % blancos. Del total de la población el 0 % eran hispanos o latinos de cualquier raza.